# Валентин (гностик)
Валенти́н (др.-греч. Οὐαλεντῖνος; лат. Valentinus; II век) — античный философ, представитель раннехристианского гностицизма. Основал свою школу в Риме.

## Биография
Биография Валентина практически неизвестна. Те немногочисленные свидетельства о жизни Валентина, которые доступны современным исследователям, позволяют предположить, что он жил во втором веке нашей эры и молодые годы провёл в Александрии. Его деятельность проходила в Риме, где он приобрёл славу как христианский проповедник и теолог. Тертуллиан сообщает, что Валентин отошёл от ортодоксального христианства после неудачной попытки занять место епископа.
Валентин основал собственную гностическую школу и имел многочисленных последователей (например, упоминается его друг Ираклеон), в результате чего образовалось влиятельное направление в философии, получившее его имя — валентинианство.

## Концепция Валентина

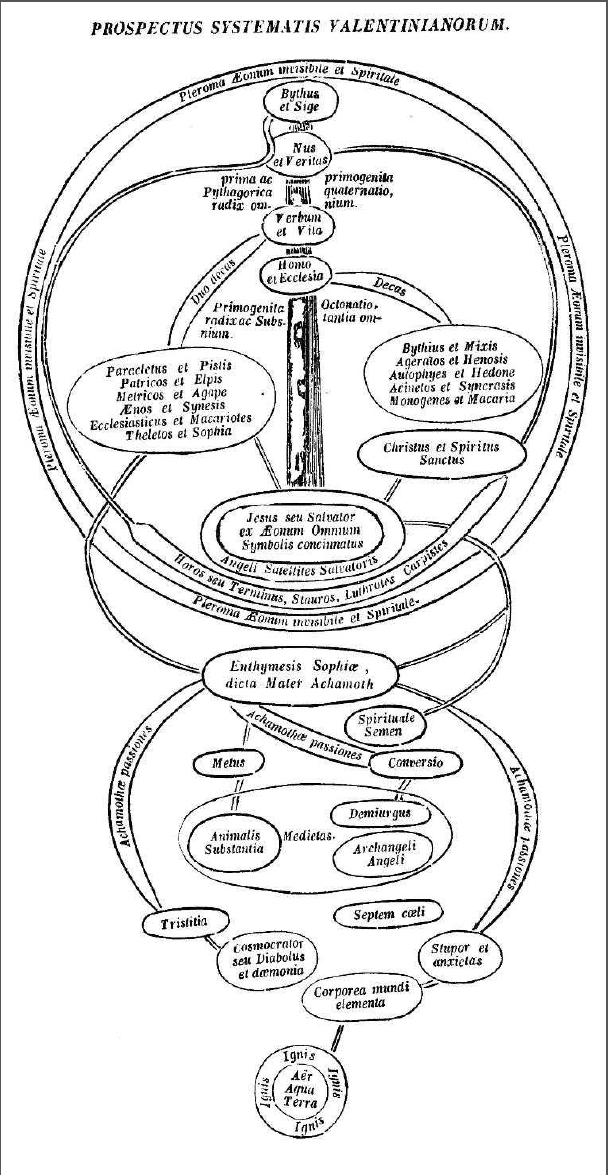
Prospectus systematis valentinianorum — Способ изображения системы Валентина. PG 7 a. иллюстрация сочинения Иринея Лионского «Обличение и опровержение лжеименного знания (Против ересей)».

Ранее не было известно ни одного сочинения Валентина. Как можно выяснить из сохранившихся фрагментов, Валентин скорее проповедник, чем теолог. Его сочинения написаны чаще всего в форме философского комментария к Ветхому и Новому Завету и посвящены моральным выводам из космологического учения, в центре которого — представление о падении человеческой души как параллели падению мировой души — Софии. Все сохранившиеся высказывания Валентина были известны лишь из сочинений Климента Александрийского.
Лишь в 1945 году была открыта целая библиотека коптских гностических текстов, которую обнаружили в большом глиняном сосуде, закопанном в поле близ Наг-Хамади в Египте (примерно 40 км к югу от Каира), и среди них был список «Евангелия истины» (именно так называлось одно из сочинений Валентина, однако до сих пор нет единого мнения о том, является ли им найденный коптский текст).

### Онтология
Согласно тому, как Ириней Лионский излагает валентинианское учение, абсолютное бытие образует Плерому, которая состоит из 30 эонов (Предвечный, Первоотец, Глубина, Вифос). Внутри 30 эонов выделяют различные пары, которые образуют Четверицу, Восьмерицу, Десятирицу и Двенадцатирицу. Первый Эон — это Глубина (Вифос), а тридцатый — София.
Тёмная (страстная) проекция Софии, вышедшая за пределы Плеромы, образует Ахамот (Ireneus, Contra Haer. IV.1). Она содержала в себе страх и печаль, плач которой сгустился в материальную субстанцию. Именно ради Ахамот покинул Плерому Иисус Христос. Поэтому Христос жених, а невеста его Ахамот.
Однако прежде этого Ахамот произвела Демиурга, который произвёл и возглавил эонов-архангелов (Ireneus, Contra Haer. V.1). Однако Демиург пребывал в неведении относительно высших эонов Плеромы, почитая себя единственным Богом. Между тем, Ахамот фактически помогала своему сыну Демиургу. Из её ужаса произошла земля, из страха — вода, а из печали — воздух. Дьявол или «миродержитель» является начальником нашей земли. Демиург создал человека земного, но дух в него вошёл от Ахамот.
Мир же сгорит в огне и вещество обратится в ничто (Ireneus, Contra Haer. VII.1).

### Антропология
Валентин учил о трёх частях человека: вещественной, душевной и духовной. Этим трём частям человека соответствуют три типа людей: «духовных» (пневматики), «душевных» (психики) и «вещественных» (илики). В первых заложено «духовное семя» Софии-Ахамот, и их дух в конечном итоге вернётся в Плерому. Вторые при условии праведности в земной жизни упокоятся «в срединном месте» (низшей восьмерице миров). Третьи же в силу привязанности к материи и создаваемых ею страстям неспособны ни к праведному поведению, ни к спасению.
Ириней Лионский осуждает последователей Валентина, за то, что они воздавали «плотское плотскому» и «растлевали женщин» (Ireneus, Contra Haer. VI.3). Согласно уцелевшим свидетельствам, Валентин и его сторонники придерживались аскетизма как в быту, так и в половых вопросах, однако его рамки не вполне ясны. Так, Климент Александрийский свидетельствует о том, что валентиниане «одобряют брак». В то же время, Ириней Лионский утверждал, что брак у валентиниан уподоблялся сугубо братским отношениям, однако этот предписанный целибат нередко нарушался. На основании этих свидетельств большинство исследователей склонилось к представлению о принятом у валентиниан «духовном браке» и строгой аскетической жизни валентинианских общин.